# ژئومورفولوژی کاربردی
ژئومرفولوژی کاربردی کتابی از حسن احمدی است که در سال ۱۳۶۷ منتشر و در مراسم کتاب سال جمهوری اسلامی ایران به‌عنوان کتاب شایسته تقدیر معرفی شد.